# Jamie Chung
Jamie Ji-Lynn Chung (San Francisco, 10 april 1983) is een Amerikaanse actrice, best bekend van de MTV-serie The Real World: San Diego en de spin-offserie Real World/Road Rules Challenge: The Inferno II.

## Filmografie
- Biblioteca Nacional de España: XX4858814
- Bibliothèque nationale de France: cb16923438g (data)
- International Standard Name Identifier: 0000 0000 7321 3382
- Library of Congress Control Number: no2012059318
- Virtual International Authority File: 102352248
- WorldCat: E39PBJcBVMPjrTvd37rHkgHgrq